# The Demon Murder Case
The Demon Murder Case é uma produção norte-americana de terror de 1982, dirigida por William Hale.

## Enredo
Thriller feito para a TV, inspirado em fato real ocorrido em 1981 com um criminoso de New England que se dizia possuído pelo demônio. No tribunal, Kenny (Bacon) é acusado de homicídio e alega possessão demoníaca. Um flashback então reconstitui sua história. O menino Brian (Fields), irmão da namorada de Kenny, Nancy (Langland), passa repentinamente a agir como louco. Para livrá-lo do mal, Kenny convoca o diabo para possuir o próprio seu corpo e, nessas condições, é levado ao assassinato. O exorcista Harris (Griffith), a médium Joan (Leachman) e o padre Dietrich (Albert) participam da luta para libertar a alma do pequeno Brian.

## Elenco
- Kevin Bacon - Brian Frazier
- Charles Fields - Brian Frazier
- Andy Griffith - Guy Harris
- Liane Langland - Nancy Frazier
- Eddie Albert - Padre Dietrich
- Cloris Leachment - Joan Greenway
- Richard Masur - Anthony Marino
- Ken Kercheval - Richard Clarion
- Joyce Van Patten - Connie Frazier